# Schattenhalb

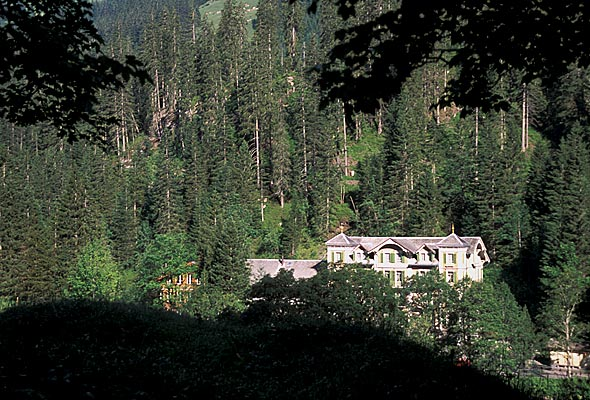
Hotel Rosenlaui.

Schattenhalb é uma comuna da Suíça, no Cantão Berna, com cerca de 591 habitantes. Estende-se por uma área de 31,12 km², de densidade populacional de 19 hab/km². Confina com as seguintes comunas: Grindelwald, Innertkirchen, Meiringen.
A língua oficial nesta comuna é o Alemão.